# خانه‌باغ ملوندی
خانه‌باغ ملوندی مربوط به دورهٔ پهلوی اول است و در شهرستان سبزوار، بخش روداب، دهستان فروغن، روستای ملوند واقع شده و این اثر در تاریخ ۸ دی ۱۳۹۰ با شمارهٔ ثبت ۳۰۴۷۲ به‌عنوان یکی از آثار ملی ایران به ثبت رسیده است.